# Деж (Француска)
Деж (фр. Desges) насеље је и општина у централној Француској у региону Оверња, у департману Горња Лоара која припада префектури Бријуд.
По подацима из 2011. године у општини је живело 62 становника, а густина насељености је износила 3,68 становника/km². Општина се простире на површини од 16,83 km². Налази се на средњој надморској висини од 700 метара (максималној 1.177 m, а минималној 662 m).

## Демографија
| 1962. | 1968. | 1975. | 1982. | 1990. | 1999. | 2011. |
| ----- | ----- | ----- | ----- | ----- | ----- | ----- |
| 53    | 89    | 72    | 76    | 74    | 79    | 62    |

График промене броја становника у току последњих година